# Nazionale maschile under 18 di pallacanestro della Repubblica Dominicana
La nazionale di pallacanestro dominicana Under-18 è una selezione giovanile della nazionale dominicana di pallacanestro, ed è rappresentata dai migliori giocatori di nazionalità dominicana di età non superiore ai 18 anni.
Partecipa a tutte le manifestazioni internazionali giovanili di pallacanestro per nazioni gestite dalla FIBA.

## Partecipazioni

### FIBA Americas Under-18 Championship for Men
- 1994 - 6°
- 1998 - 5°
- 2002 - 5°
- 2014 -  2°
- 2016 - 8°